# Diócesis de Kuzhithurai
La diócesis de Kuzhithurai (en latín: Dioecesis Kuzhithuraiensis y en inglés: Roman Catholic Diocese of Kuzhithurai) es una circunscripción eclesiástica de la Iglesia católica en India. Se trata de una diócesis latina, sufragánea de la arquidiócesis de Madurai. Desde el 6 de junio de 2020 es sede vacante y su administrador apostólico es el arzobispo es Anthony Pappusamy.

## Territorio y organización
La diócesis tiene 915 km² y extiende su jurisdicción sobre los fieles católicos de rito latino residentes en el estado de Tamil Nadu en parte del distrito de Kanyakumari.
La sede de la diócesis se encuentra en la ciudad de Thirithuvapuram (un sector del municipio de Kuzhithurai), en donde se halla la Catedral de la Santísima Trinidad.
En 2021 en la diócesis existían 106 parroquias.

## Historia
La diócesis fue erigida el 22 de diciembre de 2014 con la bula Cum ad provehendam del papa Francisco, derivando su territorio de la diócesis de Kottar.

## Estadísticas
Según el Anuario Pontificio 2022 la diócesis tenía a fines de 2021 un total de 248 993 fieles bautizados.
| Año                                                                             | Población            | Población | Población      | Sacerdotes | Sacerdotes    | Sacerdotes    | Bautizados por sacerdote | Diáconos permanentes | Religiosos | Religiosos | Parroquias |
| Año                                                                             | Bautizados católicos | Total     | % de católicos | Total      | Clero secular | Clero regular | Bautizados por sacerdote | Diáconos permanentes | Varones    | Mujeres    | Parroquias |
| ------------------------------------------------------------------------------- | -------------------- | --------- | -------------- | ---------- | ------------- | ------------- | ------------------------ | -------------------- | ---------- | ---------- | ---------- |
| 2014                                                                            | 264 222              | 855 485   | 30.9           | 131        | 101           | 30            | 2017                     |                      | 2          | 267        | 100        |
| 2015                                                                            | 264 222              | 855 485   | 30.9           | 131        | 101           | 30            | 2017                     |                      | 32         | 267        | 100        |
| 2016                                                                            | 247 198              | 825 359   | 30.0           | 122        | 92            | 30            | 2026                     |                      | 34         | 267        | 100        |
| 2019                                                                            | 244 662              | 776 160   | 31.5           | 141        | 94            | 47            | 1735                     |                      | 58         | 275        | 105        |
| 2021                                                                            | 248 993              | 777 183   | 32.0           | 148        | 103           | 45            | 1682                     |                      | 50         | 238        | 106        |
| Fuente: Catholic-Hierarchy, que a su vez toma los datos del Anuario Pontificio. |                      |           |                |            |               |               |                          |                      |            |            |            |

## Episcopologio
- Jerome Dhas Varuvel, S.D.B. (22 de diciembre de 2014-6 de junio de 2020 renunció)
  - Sede vacante (desde 2020)
  - Anthony Pappusamy, desde el 6 de junio de 2020 (administrador apostólico)